# Domitien Joseph Asselin de Williencourt
Pour les articles homonymes, voir Asselin et Williencourt.
Domitien Joseph Asselin de Williencourt, 1er chevalier Asselin de Williencourt et de l'Empire, né le 19 octobre 1771 à Habarcq et mort le 23 janvier 1835 à Paris, est un général français de la Révolution et de l’Empire.

## État de services
Il s'engage au 3e bataillon de volontaires du Pas-de-Calais le 4 août 1791, avec le grade de sous-lieutenant, et il devient porte-drapeau de la garde nationale d'Arras. Le 8 janvier 1792, il est nommé sous-lieutenant au 13e régiment de chasseurs à cheval, lieutenant et adjoint au adjudants-généraux de l'Armée du Nord le 6 août 1792.
Il passe capitaine à titre provisoire le 17 octobre 1793, sur le champ de bataille de Wattignies, et il est confirmé dans son grade le 24 juin 1801. Il est nommé chef de bataillon le 22 novembre 1806.
Il est promu Général de brigade à titre provisoire, nommé par Roederer le 25 mars 1814.
Le 2 avril 1831, il est nommé Maréchal de camp.

## Campagnes
- Armée du Nord (1792),
- Guerre de Vendée (1793-1796),
- Armée du Rhin (1796-1797),
- Armée de Batavie (1797-1800),
- Campagne d'Autriche (1805), à l'état-major de Soult,
- Attaché à l'état-major de l'Armée d'Allemagne le 4 mars 1809,
- Adjudant-commandant en chef d'état-major de la division de cavalerie du Comte de Piré le 30 juillet 1809,
- Attaché à l'Armée d'observation de Hollande,
- Armée d'Italie : colonel d'état-major du Prince Eugène, qu'il suivra à la Campagne de Russie (1812),
- Revenu en France pour cause de maladie, il remplit à Strasbourg les fonctions de chef d'état-major de la division Broussier,
- commandant de la place de Kehl du 13 janvier 1814 au 21 juin 1814,
- chef d'état-major de la 5e division militaire du 22 juin 1814 au 23 août 1815,
- placé en non-activité le 1er septembre 1815 avec demi solde et grade de colonel,
- admis en retraite avec l'honororiat de maréchal de camp le 6 juin 1821,
- mis en disponibilité du 2 avril 1831 au 28 décembre 1831,
- commandant du département de l'Ardèche du 29 décembre 1831 au 19 août 1832,
- commandant du département de la Drôme du 20 août 1832 au 1er novembre 1833,
- réadmis définitivement en retraite le 1er novembre 1833.

## Faits d'armes
- Il ne remet la place de Kehl, le 2 mai 1814, aux Alliés que sur l'ordre formel du ministre de la Guerre et après avoir fait envoyer à Strasbourg, situé de l'autre côté du Rhin, le matériel d'artillerie et tout son approvisionnement.
- Aux Cent-Jours, il organise à Strasbourg les gardes nationales du Bas-Rhin. Il ne remis son commandement que sur l'ordre du Général Rapp.

## Décorations
- Officier de la Légion d'honneur le 20 novembre 1832.
- Chevalier de Saint-Louis le 4 octobre 1814.

## Titres
- Chevalier de l'Empire le 22 octobre 1810,
- Le titre de chevalier sera confirmé par décret du 11 mars 1863.

## Pensions, rentes
- Bénéficiaire d'une dotation de 2 500 francs de rente sur le mont de Milan par décret du 17 mars 1808 ;
- Bénéficiaire d'une dotation sur Erfurt par un autre décret du 15 août 1809.

## Armoiries
| Figure | Blasonnement |
|        | Armes du Chevalier Domitien Joseph Asselin de Williencourt et de l'Empire « Premier Empire : D'or, à un écusson d'azur chargé de trois molettes d'argent, 2 et 1, à la bordure de gueules, chargée de la croix de la Légion d'honneur,. »                 |
|        | Second Empire : Confirmation du titre de chevalier pour ses descendants « Confirmation du titre de chevalier pour ses descendants sous le Second Empire : D'azur, à trois croix pattées d'argent, à la bordure de gueules chargée de huit étoiles d'or. » |

## Sources
- Archives nationales (CARAN) – Service Historique de l’Armée de Terre – Fort de Vincennes – Dossier S.H.A.T. Côte S.H.A.T. : 8 Yd 2 785.
- Source : Les Hommes de Napoléon Ier, sur thierry.pouliquen.free.fr.
- Côte S.H.A.T., état de services, distinctions sur « web.genealogie.free.fr : Les militaires »(Archive.org • Wikiwix • Archive.is • Google • Que faire ?) (consulté le 21 août 2014).
- Generals Who Served in the French Army during the Period 1789 - 1814 sur www.napoleon-series.org.
- Jean-Baptiste Rietstap, Armorial général, t. 1 et 2, Gouda, G.B. van Goor zonen, 1884-1887